# مپل هیل (آیووا)
مپل هیل (به انگلیسی: Maple Hill) یک منطقهٔ مسکونی در ایالات متحده آمریکا است که در آیووا قرار دارد. مپل هیل ۳۸۷٫۱ متر بالاتر از سطح دریا واقع شده‌است.